# Wilhelm Leuschner
Wilhelm Leuschner (ur. 15 czerwca 1890 w Bayreuth, zm. 29 września 1944 w więzieniu Plötzensee) – niemiecki działacz związkowy i polityk SPD; opozycjonista antyhitlerowski w okresie III Rzeszy związany z Kręgiem z Krzyżowej; zaangażowany w zamach z 20 lipca 1944 roku.

## Życiorys
Należał do najbardziej wpływowych polityków i przywódców związków zawodowych w czasach Republiki Weimarskiej. Z wykształcenia rzeźbiarz, w 1908 wstąpił do SPD. W latach 1909–1910 studiował na Akademii Sztuk Pięknych w Norymberdze. Pracował też w przemyśle meblarskim. Brał udział w I wojnie światowej. Później został sekretarzem związku zawodowego w Darmstadt i do roku 1926 stał na czele heskich lokalnych struktur socjalistycznej organizacji młodzieżowej tzw. Sozialistische Arbeiter-Jugend (SAJ). W międzyczasie ożenił się z Elisabeth Baatz, z którą miał dwójkę dzieci.
W latach 1922–1925 pełnił rolę przewodniczącego zarządu miejscowego SPD w Darmstadt. W 1924 wybrano go po raz pierwszy do heskiego landtagu, gdzie do 1928 pełnił funkcję wiceprzewodniczącego. Był ponadto członkiem rady miejskiej i członkiem prowincjalnego landtagu w Starkenburgu. W 1928 został ministrem spraw wewnętrznych rządu Hesji. Po przejęciu władzy przez Adolfa Hitlera zrezygnował z pełnionej dotychczas funkcji ministra. Do jego bliskich współpracowników należeli Carlo Mierendorff i Ludwig Schwamb. 2 maja 1933 został ciężko pobity i aresztowany w Berlinie przez ludzi z SA, bojówki NSDAP.
Leuschner, który był wówczas zastępcą przewodniczącego zjednoczenia związków zawodowych w Niemczech (Allgemeiner Deutscher Gewerkschaftsbund – ADGB), został zmuszony do towarzyszenia Robertowi Leyowi w czerwcu 1933 roku na kongresie Międzynarodowej Organizacji Pracy w Genewie. Zdystansował się tam jednak oficjalnie od narodowosocjalistycznego związku zawodowego Deutsche Arbeitsfront, kierowanego przez Leya.
Już w drodze powrotnej z Genewy został aresztowany i do czerwca 1934 był przetrzymywany w obozie koncentracyjnym w Lichtenburgu. Po zwolnieniu pozostawał pod kontrolą policyjną. Do 1944 zarabiał na rodzinę prowadząc wytwórnię kurków do beczek piwnych. W swojej firmie zatrudnienie znaleźli także inni byli działacze socjaldemokratyczni, tacy jak: Hermann Maaß, Ernst Schneppenhorst i Friedrich Ebert młodszy. Leuschner utrzymywał w tym czasie kontakty z Juliusem Leberem; a za pośrednictwem Dietricha Bonhoeffera – także z opozycją mieszczańską. Po wybuchu wojny we wrześniu 1939 został na krótko aresztowany. Po 1939 utrzymywał intensywne kontakty ze środowiskiem Kręgu z Krzyżowej.
W związku z jego zaangażowaniem w przygotowania do zamachu stanu z 20 lipca 1944 aresztowano go 16 sierpnia 1944 i osadzono w obozie koncentracyjnym Ravensbrück. Później przesłuchiwany był w Szkole Policyjnej SS w Drögen. Była to placówka gestapo przygotowana do prowadzenia przesłuchań za pomocą tortur. 8 września 1944 Trybunał Ludowy (Volksgerichtshof) skazał go na karę śmierci. Wyrok wykonano 29 września 1944 w berlińskim więzieniu Plötzensee.